# Captura de lago
Una captura de lago es el proceso de captura por parte de un río, mediante erosión remontante, de las aguas recogidas en un lago. Si la erosión en la parte alta de la cuenca fluvial vecina al lago es suficiente para eliminar la barrera topográfica que lo separa del mismo, el lago acabará vertiendo sus aguas en la cuenca fluvial. En general, el proceso es difícil de revertir porque el agua capturada del lago acaba excavando una salida (desaguadero) que disminuye el nivel del lago. 
Este proceso es particularmente irreversible en el caso de lagos endorreicos, pues el agua inicialmente evaporada en la superficie del lago es invertida en excavar la salida del mismo a partir del momento de la captura. 